# Receptores do tipo NOD
Os receptores do tipo NOD ou  receptores similares ao domínio de oligomerização ligante de nucleotídeo (NLRs do inglês NOD-like receptors) são receptores intracelulares capazes de reconhecerem padrões moleculares associados a patógenos (PAMPs), devido a entrada de patógenos por fagocitose ou através de poros na membrana, e padrões moleculares associados a danos (DAMPs), associados ao estresse celular. Pertencem a classe de receptores de reconhecimento de padrões (PRRs) e participam da resposta imune inata. São encontrados em linfócitos, macrófagos, células dendríticas e também em células que não fazem parte do sistema imune, como em células epiteliais, que formam uma barreira por qual as bactérias devem atravessar para estabelecer uma infecção no corpo. Os NLRs e TLRs (Receptores do tipo Toll) compartilham estruturas semelhantes e cooperam no desencadeamento das respostas do hospedeiro aos invasores. Como os macrófagos e as células dendríticas também expressam TLRs que podem reconhecer proteoglicanos bacterianos, nessas células os sinais do NOD atuam em conjunto com os sinais dos TLRs. A ligação ao NLR ativa a translocação do NF-κB e desencadeia a transcrição de citocinas pró-inflamatórias. Os NLRs são altamente conservados através da evolução, seus homólogos foram descobertos em muitas espécies animais diferentes e também no reino vegetal.
Os receptores do tipo NOD apresentam subtipos de acordo com sua estrutura, sítio de ligação e mecanismo de ação. Ambas as proteínas NOD reconhecem fragmentos de proteoglicanos da parede celular de bactérias.O NOD1 reconhece o ácido diaminopimélico γ-glutamínico (iE-DAP), um produto da decomposição dos proteoglicanos das bactérias gram-negativas. Já o NOD2 reconhece dipeptídeo muramil e atua como um sensor geral de bactérias gram-positivas e gram-negativas intracelulares. O NOD2 também desencadeia a produção dos peptídeos antimicrobianos conhecidos como defensinas. 
1. ↑  Mahla, Ranjeet Singh (2013). «Sweeten PAMPs: role of sugar complexed PAMPs in innate immunity and vaccine biology». Frontiers in Immunology. 4. ISSN 1664-3224. doi:10.3389/fimmu.2013.00248
2. ↑  Franchi, Luigi; Warner, Neil; Viani, Kyle; Nuñez, Gabriel (janeiro de 2009). «Function of Nod-like receptors in microbial recognition and host defense». Immunological Reviews. 227 (1): 106–128. ISSN 0105-2896. doi:10.1111/j.1600-065x.2008.00734.x
3. 1 2  Tizard, Ian R. 1942- Verfasser. Veterinary immunology. [S.l.: s.n.] ISBN 9780323523493. OCLC 1020567471
4. ↑  Ogura, Yasunori; Inohara, Naohiro; Benito, Adalberto; Chen, Felicia F.; Yamaoka, Shoji; Núñez, Gabriel (21 de novembro de 2000). «Nod2, a Nod1/Apaf-1 Family Member That Is Restricted to Monocytes and Activates NF-κB». Journal of Biological Chemistry. 276 (7): 4812–4818. ISSN 0021-9258. doi:10.1074/jbc.m008072200
5. 1 2  Howard, Jonathan (12 de outubro de 2001). «Faculty of 1000 evaluation for Human Nod1 confers responsiveness to bacterial lipopolysaccharides.». F1000 - Post-publication peer review of the biomedical literature. Consultado em 14 de junho de 2019
6. ↑  Murphy, Kenneth. (2010). Imunobiologia de Janeway. [S.l.]: Artes Medicas. ISBN 9788536320670. OCLC 817244153